# Le Glas des damnés
Le Glas des damnés (The Curse Bells) est le deuxième tome de la série de bande dessinée Lord Baltimore (2010-2014). Il a été publié en 2011 en version originale, puis en français en 2012.

## Synopsis
Lord Henry Baltimore traque toujours Haigus, le vampire qui a contaminé sa famille. Il retrouve sa trace en Suisse, mais est confronté à des néo-vampires et à d'autres créatures maléfiques. Il rencontre ensuite un journaliste, Simon Hodge, qui l'oriente vers un couvent.
Dans ce couvent, un soldat Bavarois cherche à faire renaître une ancienne sorcière en mêlant ses cendres au sang du vampire Haigus. Avant de pouvoir savourer sa vengeance et pour atteindre sa cible, Baltimore doit lutter contre la sorcière Blavatsky et contre des religieuses mort-vivantes.
À cela s'ajoute l'inquisition, sur les traces de Lord Baltimore…

## Commentaires
- Ce recueil est dédié à l'acteur Peter Cushing, au frère de Ben Stenbeck et au dessinateur Bernie Wrightson.
- Le volume se clôt par un carnet de croquis.

## Publication
- Baltimore: The Curse Bells #1-5, 2010
- Baltimore: The Curse Bells (TPB, 2012)
- Delcourt (collection « Contrebande »), 2011